# Irene, Gauteng
Irene este un oraș din provincia Gauteng, Africa de Sud.